# ۲۰ ربیع‌الاول
۲۰ ربیع‌الاول، بیستمین روز از ماه ربیع‌الاول در تقویم هجری قمری است.
در تقویم هجری قمری قراردادی این روزهفتاد و نهمین روز سال است.

## زادگان
- ۱۳۳۹ - احسان عباس  تاریخ‌نگار، پژوهشگر، ناقد و استاد دانشگاه فلسطینی-اردنی.